# Таджикская ящурка
Таджи́кская я́щурка (лат. Eremias regeli) — вид ящериц из рода Ящурок.

## Внешний вид
Мелкая ящерица, длина её тела не превышает 7 см. Верх серого или песочного цвета. От быстрой ящурки отличается маленьким щитком между лобоносовым и предлобным щитками. У молодых хвост снизу голубоватый, у взрослых — белый или слегка желтоватый.

## Образ жизни
Обитает в горах и предгорьях, в местах с мягким грунтом, на склонах холмов и бугров, почти лишенных травянистой растительности. Укрывается в норах черепах и других животных. В солнечные дни появляется на поверхности и зимой. Питается жуками и их личинками. В одной кладке 2-4 яйца длиной до 1,5 см.

## Распространение
Встречается в Афганистане, Таджикистане, Туркменистане и Узбекистане